# Kolneleatna sintaza
Kolneleatna sintaza (EC 4.2.1.121, 9-divinil etarska sintaza, 9-DES, CYP74D, CYP74D1, CYP74 citohrom P-450, DES1) je enzim sa sistematskim imenom (8E)-9-((1E,3E)-nona-1,3-dien-1-iloksi)non-8-enoat sintaza. Ovaj enzim katalizuje sledeću hemijsku reakciju
()-9-hidroperoksioktadeka-10,12-dienoat {\displaystyle \rightleftharpoons } (8E)-9-[(1E,3Z)-nona-1,3-dien-1-iloksi]non-8-enoat + H2O
Ovaj enzim je hem-tiolatni protein.

## Literatura
- Nicholas C. Price; Lewis Stevens (1999). Fundamentals of Enzymology: The Cell and Molecular Biology of Catalytic Proteins (Third изд.). USA: Oxford University Press. ISBN 019850229X.
- Eric J. Toone (2006). Advances in Enzymology and Related Areas of Molecular Biology, Protein Evolution (Volume 75 изд.). Wiley-Interscience. ISBN 0471205036.
- Branden C; Tooze J. Introduction to Protein Structure. New York, NY: Garland Publishing. ISBN 0-8153-2305-0.
- Irwin H. Segel. Enzyme Kinetics: Behavior and Analysis of Rapid Equilibrium and Steady-State Enzyme Systems (Book 44 изд.). Wiley Classics Library. ISBN 0471303097.
- William P. Jencks (1987). Catalysis in Chemistry and Enzymology. Dover Publications. ISBN 0486654605.

## Spoljašnje veze
- Colneleate+synthase на 